# Dorota Konopacka
Dorota Konopacka – polska technolog żywności, profesor nauk rolniczych.
Absolwentka Szkoły Głównej Gospodarstwa Wiejskiego (1988, kierunek: technologia żywności). W 2000 otrzymała stopień doktora nadany przez Instytut Sadownictwa i Kwiaciarstwa w Skierniewicach a w 2011 uzyskała habilitację w SGGW. W 2022 otrzymała tytuł profesora nauk rolniczych. Dyrektor Instytutu Ogrodnictwa – Państwowego Instytutu Badawczego w Skierniewicach (od lipca 2019). Członkini Rady Naukowej Instytutu Agrofizyki im. Bohdana Dobrzańskiego PAN (kadencja 2023-2026).